# توم ليزلي
توم ليزلي (بالإنجليزية: Tom Leslie)‏ (18 أغسطس 1885 في المملكة المتحدة - 1 يناير 1948) هو لاعب كرة قدم بريطاني (وحمل سابقاً جنسية المملكة المتحدة لبريطانيا العظمى وأيرلندا) في مركز الدفاع. لعب مع توتنهام هوتسبير ونادي غيلينغهام وCaerphilly F.C. ‏ ونادي ليتون ‏ وVale of Clyde F.C. ‏.